# 森勉
森 勉（もり つとむ、1947年〈昭和22年〉8月19日 - ）は、日本の陸上自衛官。岡山県出身。第30代陸上幕僚長。西部方面総監を経た初の陸上幕僚長。日本会議代表委員。

## 略歴
- 1970年（昭和45年）3月：防衛大学校本科（機械工学）第14期卒業、陸上自衛隊に入隊
- 1981年（昭和56年）7月：3等陸佐
- 1985年（昭和60年）1月：2等陸佐
- 1989年（昭和64年）1月：1等陸佐
- 1991年（平成03年）8月1日：陸上幕僚監部装備部装備計画課後方計画班長
- 1993年（平成05年）8月2日：第30普通科連隊長兼新発田駐屯地司令
- 1994年（平成06年）7月1日：陸上幕僚監部教育訓練部教育課長等を歴任
- 1995年（平成07年）6月30日：陸将補に昇任
- 1996年（平成08年）7月1日：東部方面総監部幕僚副長
- 1998年（平成10年）7月1日：陸上幕僚監部監察官
- 1999年（平成11年）12月10日：陸上幕僚監部防衛部長
- 2001年（平成13年）1月11日：陸将に昇任、第24代 第7師団長に就任
- 2002年（平成14年）3月22日：陸上幕僚副長
- 2003年（平成15年）7月1日：第29代 西部方面総監に就任
- 2004年（平成16年）8月30日：第30代 陸上幕僚長に就任
- 2007年（平成19年）
  - 3月28日：退官
  - 8月1日：三菱電機顧問[4]に再就職
- 2012年（平成24年）6月：日本国防協会理事長に就任
- 2017年（平成29年）11月3日：瑞宝重光章を受章
- 2018年（平成30年）6月14日：偕行社理事長に就任
- 2023年（令和05年）：日本郷友連盟会長に就任

## 栄典
- 瑞宝重光章 - 2017年（平成29年）11月3日[5]